# Rejon szumiliński
Rejon szumiliński (biał. Шумілінскі раён, Szumilinski rajon, ros. Шуми́линский райо́н, Szumilinskij rajon) – rejon w północnej Białorusi, w obwodzie witebskim. Leży na terenie dawnego powiatu horodeckiego.

## Geografia
Rejon szumiliński ma powierzchnię 1695,40 km². Lasy zajmują powierzchnię 711,51 km², bagna 131,80 km², obiekty wodne 40,78 km².

## Flaga i herb
Flaga i herb rejonu szumilińskiego zostały ustanowione 20 stycznia 2006 roku rozporządzeniem prezydenta Białorusi nr 36.